# 철로 (영화)
철로(RAILWAYS 49歳で電車の運転士になった男の物語, Railways)는 일본에서 제작된 니시코리 요시노리 감독의 2009년 드라마 영화이다. 나카이 키이치 등이 주연으로 출연하였고 이시다 카즈요시 등이 제작에 참여하였다.
알려진 다른 제목으로는 레일웨이즈: 49살에 전차 운전수가 된 남자의 이야기, 철도: 49살에 기관사가 된 남자의 이야기가 있다.

## 출연

### 주연
- 나카이 키이치
- 다카시마 레이코

### 조연
- 모토카리야 유이카
- 사노 시로
- 엔도 켄이치
- 하시즈메 이사오
- 이시이 마사노리
- 코우모토 마사히로
- 미우라 타카히로
- 미야자키 요시코
- 나카모토 켄
- 나라오카 토모코
- 오가타 칸타
- 쇼후쿠테이 마츠노스케
- 와타나베 테츠

## 제작진
- Line PD: 스즈키 타케시